# Peter Joseph von Lindpaintner
Peter Joseph von Lindpaintner (Coblença, Renània-Palatinat, 1791 – Nonnehorn, 1856) fou un director d'orquestra i compositor alemany. Va fer els seus primers estudis a Augsburg i realitzà notables progressos, donant-se a conèixer el 1811 per una missa i un te deum. L'any següent acceptà la plaça de director d'orquestra del Teatre Reial de Múnic, que desenvolupà fins al 1819, passant llavors a Stuttgart com a director de la música de la cort. Gelós del seu ofici i imposat de la tècnica d'aquesta, col·locà l'orquestra de Stuttgart a una altura considerable. A Stuttgart tingué com alumne entre d'altres a Wilhelm Krüger. El 1855 fou cridat a Londres per a dirigir una sèrie de concerts, donant a conèixer diverses de les seves obres. Més fecund que original, deixà gran nombre de composicions instrumentals i vocals, tant religioses com profanes, i, a més, les següents òperes:
- Démophon (1811).
- Alexandre à Ephèes
- Die Pfleekinderg
- Der Bergkönig
- Le Vampire
- La princesse de Cacambo
- La reine des astres
- Timantes
- Hans Max Giesbrecht
- Sulmona
- Les filles des roses
- L'Amazone
- La Cloche, melodrama sobre la cèlebre balada de Schiller.
- Frédéric le Victorieux
- La Génoise
- La Rosière
- Lichtenstein.